# 馬格內特 (伊利諾伊州)
馬格內特（英語：Magnet）是位於美國伊利諾伊州科爾斯縣的一個非建制地區。該地的面積和人口皆未知。

## 地理
馬格內特的座標為39°26′21″N 88°23′52″W / 39.43917°N 88.39778°W，而該地的平均海拔高度為230米（即755英尺）。